# Jennersdorf
Jennersdorf (węg. Gyanafalva, słoweń. Ženavci) – miasto powiatowe w Austrii, w kraju związkowym Burgenland, siedziba powiatu Jennersdorf. Liczy 4,13 tys. mieszkańców (1 stycznia 2014).